# Észak-Macedónia címere

Észak-Macedónia címere

Észak-Macedónia címere egy ovális alakú pajzs, amelynek közepén egy hegycsúcs emelkedik. A háttérben aranyszínű felkelő nap látható. A pajzsot két oldalról búza- és dohánylevelekből összeállított koszorú díszíti.

## Története
1991-ben a macedón parlament a régi, vörös csillaggal, koszorúval, felkelő nappal és a Korab heggyel díszített kommunista címer további használatát hagyta jóvá.
2009. november 16-án a parlament eltávolította a vörös csillagot a címerből.

## Korábbi címerek

1944–1946
1946–1991 (mint jugoszláv tagköztársaság)
1991–2009
2009–

## Lásd még
- Észak-Macedónia zászlaja